# 中國染廠

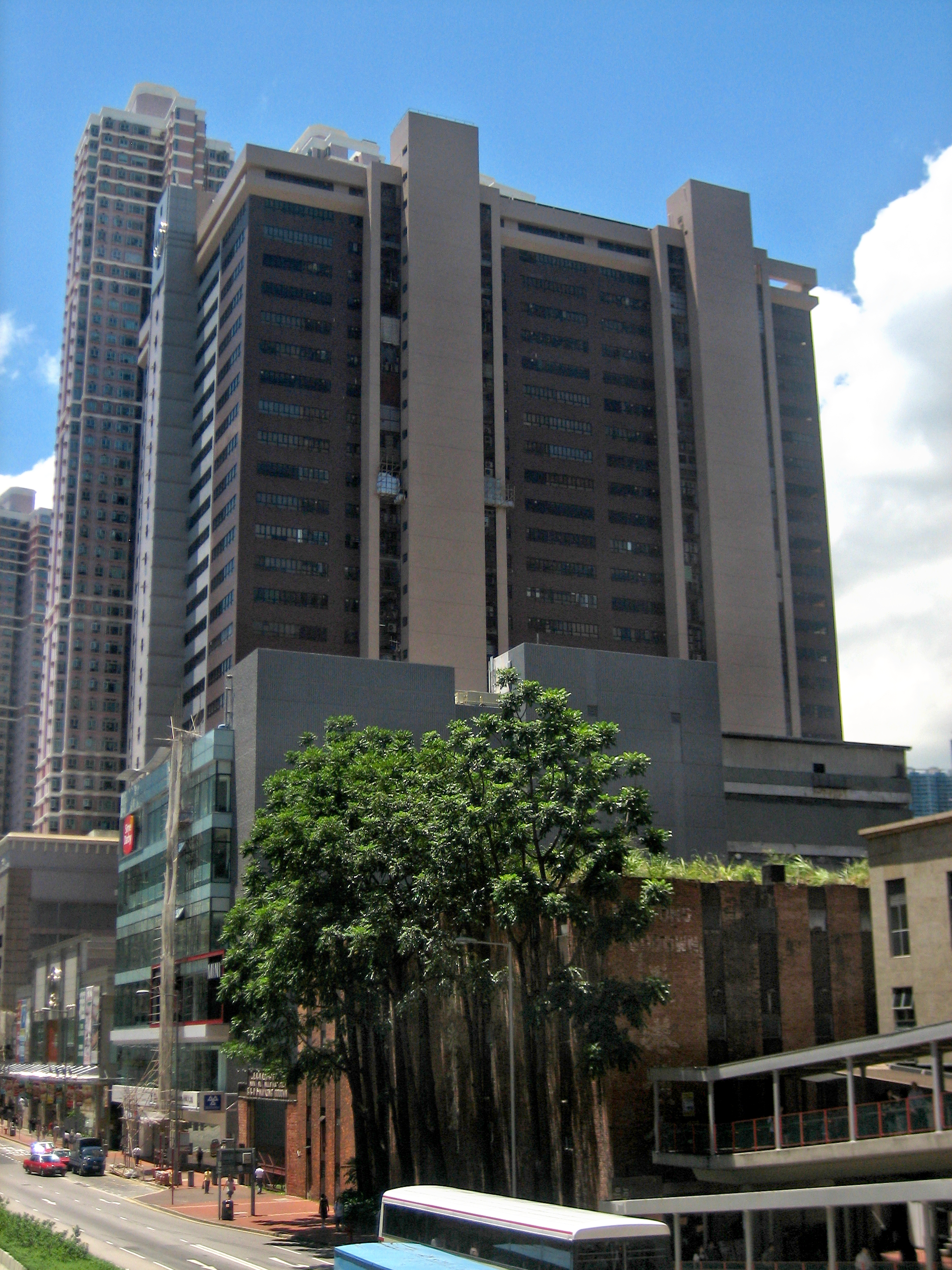
中國染廠大廈

中國染廠集團有限公司，前香港上市公司，是一家主要業務生產漂染、印花紡織品的公司。

## 历史
1949年由查濟民先生創辦（當時名為「中國染廠有限公司」），1988年在香港交易所主板上市。1956年，開始遷入荃灣小型廠房，提高生產量四倍。到了1960年，業務開始擴展至西非、英國、美國、印尼等地方。1964年，遷入位於荃灣青山公路新廠房（現已拆卸，改建為商住物業愉景新城），專門處理混紡織物；1980年，位於旁邊的中國染廠大廈（曾改名「中染大廈」，現又改回原名）建成。1992年，中國染廠有限公司改組成中染國際有限公司。1993年，元朗廠房啟用，佔地48000平方米。上海及杭州辦事處正式成立。到了1996年，被名力集團（已私有化）私有化。2010年，位於新疆的棉田及軋花廠開始生產，而位於重慶的印染廠亦在2011年投產。元朗廠房則於2014年售予幸福醫藥。
中國染廠舊照（页面存档备份，存于）
中國染廠舊照 （页面存档备份，存于）

## 外部連結
- 中國染廠集團有限公司